# Blues Highway
Blues Highway ist ein US-amerikanischer Dokumentar-Kurzfilm von Vince DiPersio und Bill Guttentag aus dem Jahr 1994.

## Handlung
Die Dokumentation handelt von der Entstehung des Blues im Mississippi-Delta und seiner Ausbreitung unter der afroamerikanischen Bevölkerung in Richtung Norden über den Highway 61 in den 1930er und 1940er Jahren. Als Erzählerin tritt Alfre Woodard auf. Interviewt werden zum einen Zeitzeugen, aber auch deren Nachfahren sowie die Künstler einer modernen Blues-Kneipe und eines Black-Gospelchors. Der Film berichtet auch über die Rassentrennung und die Lynchmorde gegen Schwarze jener Zeit. Dies waren auch die Ursachen, dass viele Afroamerikaner neue Jobs im Norden suchten und in Richtung Chicago fuhren, wohin sie den Blues mitbrachten. Der Film zeigt auch, wie die damaligen Viertel von Chicago, in denen der Blues seine ersten Höhepunkte erlebte, heute verfallen sind und an Geisterstädte erinnern.

## Hintergrund
Der Filmtitel ist eine Alternativbezeichnung für den Highway 61, der von Nashville, Tennessee nach New Orleans, Louisiana führt. Zahlreiche Blues-Lieder handeln von der Straße.
Im Film tritt Eddie Burks auf, eine prägende Person der Chicagoer Blues-Szene, der jedoch außerhalb dieser Blase nur wenig bekannt war. Er hatte trotz seiner jahrelangen Beschäftigung mit dem Blues erst 1990 sein Debütalbum und 1992 sein zweites Album veröffentlicht. Blues Highway stellte tatsächlich seinen ersten großen Mainstream-Auftritt dar.

## Auszeichnungen
Der Film wurde bei der Oscarverleihung 1995 als Bester Dokumentar-Kurzfilm nominiert.